# Mirna gora
Mirna gora (1047 mnm) je vrh v zahodnem delu Bele krajine in hkrati na jugovzhodnem robu Kočevskega Roga. Poraščena je z gozdom, malo pod vrhom pa stojita planinski dom Dom na Mirni gori (1000 mnm) ter delno obnovljena cerkev, katere zvonik danes služi kot razgledna ploščad. Z vrha se vidijo Bela krajina, Kolpa, Kočevski Rog, Gorjanci s Trdinovim vrhom, ob jasnem vremenu pa tudi Zagreb, Žumberak in Karlovec.

## Dostop
Mirna gora je danes priljubljena pohodniška točka. Do vrha lahko dostopamo po več poteh – makadamska cesta pelje vse do vrha. Najbolj obiskana je pot z izhodiščem v vasi Vrčice ob cesti med Sotesko in Črnomljem. Pot je markirana in ima kot gozdna učna pot veliko informativnih tabel. Med potjo se lahko odločite za hojo čez Škrilj ali Planino. Od vasi Planina do vrha Mirne gore boste hodili približno 45 minut, od izhodišča do vrha pa več kot dve uri. Pot je nezahtevna in dobro označena.

## Zgodovina imena
Mirna gora je svoje ime dobila leta 1793. V 16. stoletju je pod vrhom nastal zaselek, v prvi polovici 17. stoletja pa so tam zgradili cerkev svetega Frančiška Ksaverja. Na mestu glavnega oltarja naj bi bila po ljudskem izročilu votlina ali zmajeva jama, zmaj pa naj bi vsako leto ustvaril oblake in točo, ki je klestila po poljih in vinogradih. Po sedmih letih ujm naj bi se prebivalci Bele krajine, Kočevske in tudi Hrvaške strinjali, da bodo nad zmajevim domovanjem sezidali cerkev. Po tistem toče ni bilo več, goro pa so poimenovali Mirna gora (Friedensberg). Cerkev so potem med drugo svetovno vojno požgali, leta 1993 pa jo delno obnovili. Njen zvonik (15,6 m visok) je danes razgledni stolp.